# حسين خاني (كاكان)
حسین خاني (بالفارسية: حسین خانی) هي قرية تقع في إيران في قسم کاکان الريفي. يقدر عدد سكانها بـ 173 نسمة .